# Odder
Odder je malé městečko v hrabství Hads jižně od Aarhusu ve východním Jutsku v Dánsku. Je administrativním sídlem obce stejného jména.
Ve městě žije 11 407 obyvatel (k 1. ledna 2013). Město Odder je spojeno s Aarhusem soukromou dopravní společností. Z nedalekého přístavu Hov je pomocí trajektu spojení na ostrovy Samsø a Tunø.

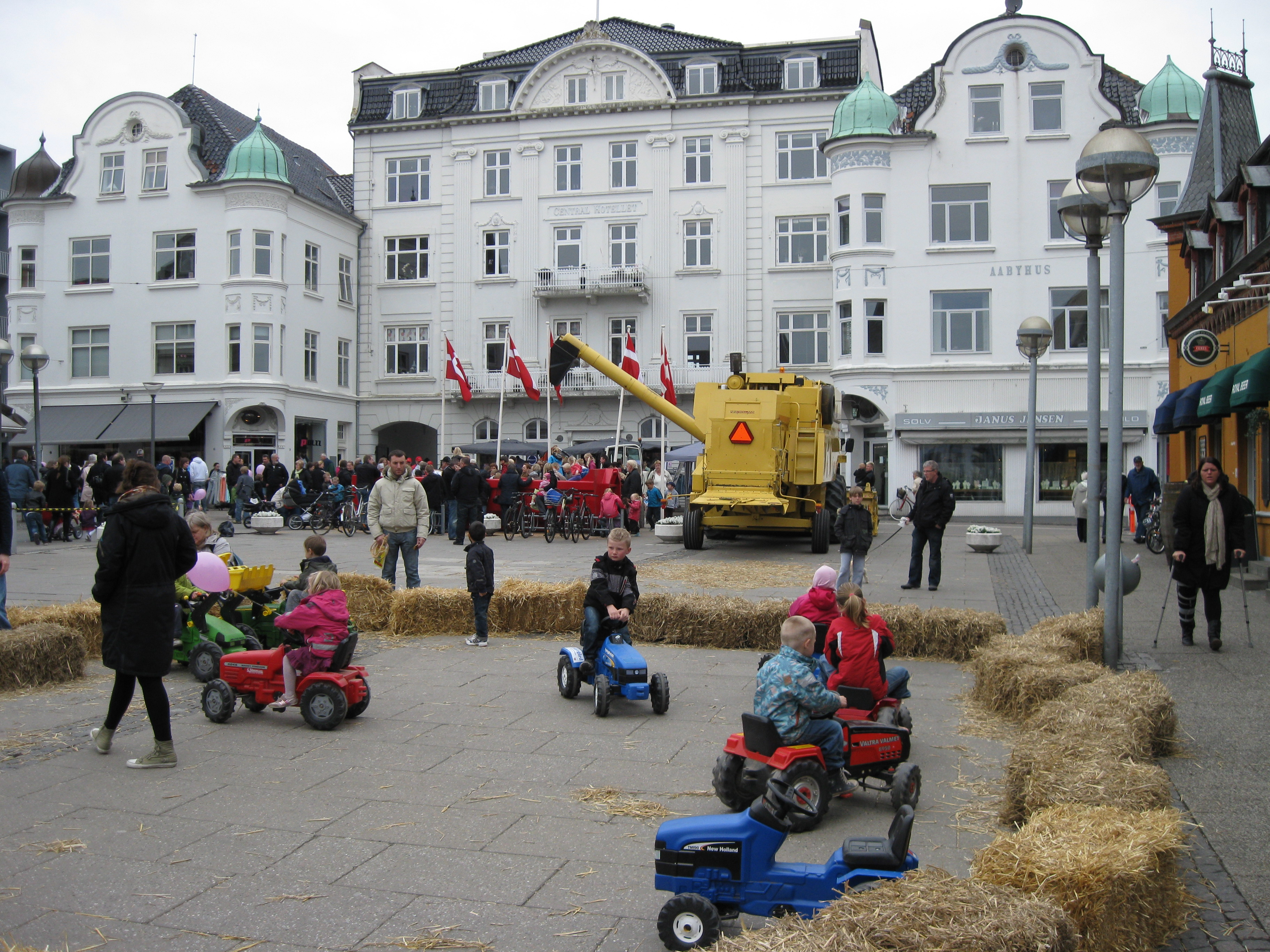

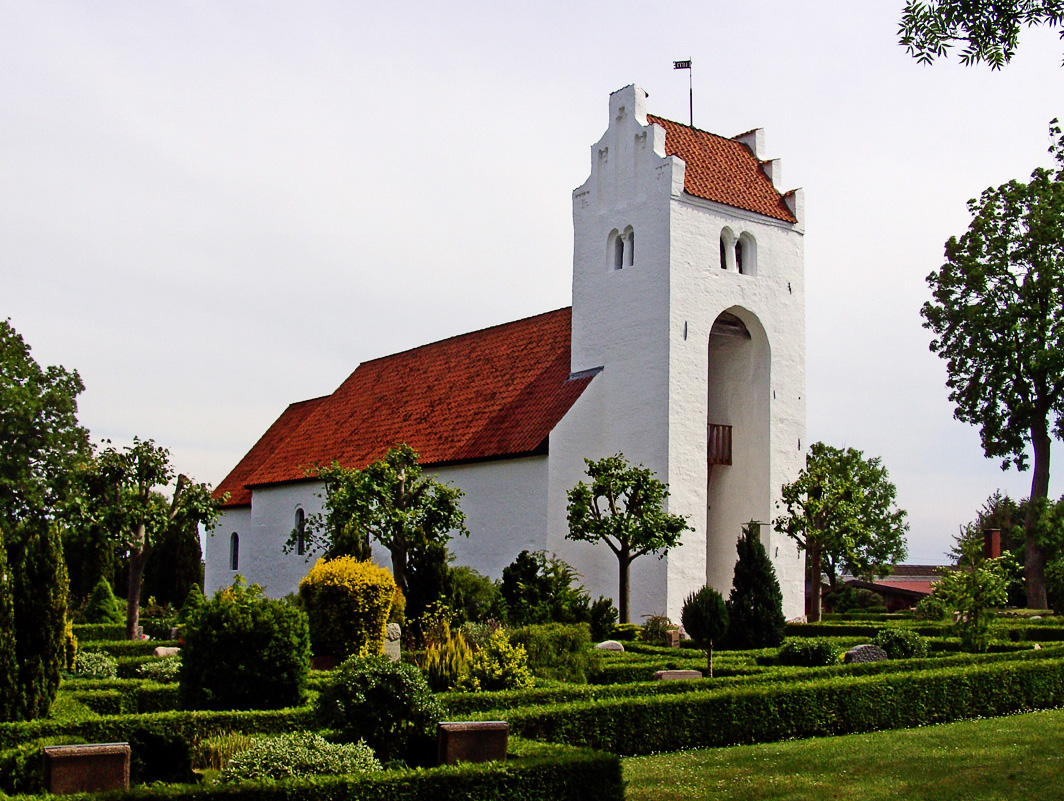

## Pamětihodnosti
V městečku stojí za zhlédnutí kostel z roku 1150, který je nejstarším farním kostelem v zemi. Je v něm hrobka admirála Jens Rødstena.

## Partnerská města
- Salo, Finsko
- Vennesla, Norsko
- Katrineholm, Švédsko
- Świeradów-Zdrój, Polsko